# Homaliadelphus targionianus
Homaliadelphus targionianus är en bladmossart som beskrevs av Hugh Neville Dixon och Potier de la Varde 1932. Homaliadelphus targionianus ingår i släktet Homaliadelphus och familjen Neckeraceae. Inga underarter finns listade i Catalogue of Life.